# Bhalwal
Bhalwal – miasto w Pakistanie, w prowincji Pendżab. W 2017 roku liczyło 100 135 mieszkańców.